# 歼-7
殲-7，是中華人民共和國獲得苏联技轉生產的米格-21戰鬥機，该机型北约代号与其原型机相同，为“鱼床（Fishbed）”。歼-7采取三角翼，单座单发，机头进气的设计，殲7技轉期間因中蘇交惡終止蘇聯技術支援，中国航空工業後解析消化其技術，達成飛機全國產化，並持續改良。1965年9月由中国沈阳飞机制造厂制造第一架歼7的組装，1966年12月28日正式定型並量产，后来将生产线转移至成都飞机制造厂和贵州飞机制造厂，并于2013年停产。前后共生产了约2400架，衍生出各种改进型以及出口型，从1980年代至2010年代大批量生产出口到阿尔巴尼亚、巴基斯坦、孟加拉、缅甸、埃及、伊拉克、斯里蘭卡以及伊朗等国家的空军。根据2023年央视报道，解放军装备的歼-7在当年年底将退出战斗序列。
八一飛行表演隊也曾使用歼-7EB和歼-7GB进行飞行表演，2010年改用歼-10。

## 歷史

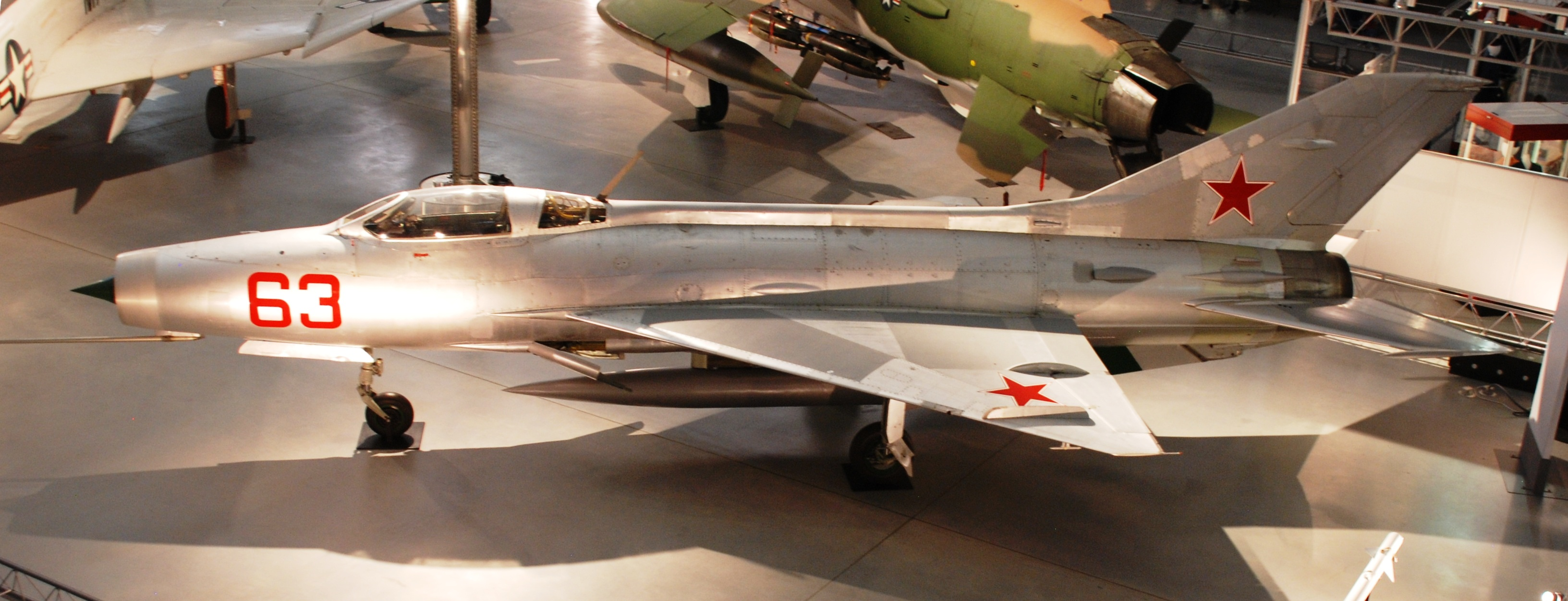
歼-7的原型机—米格-21F13

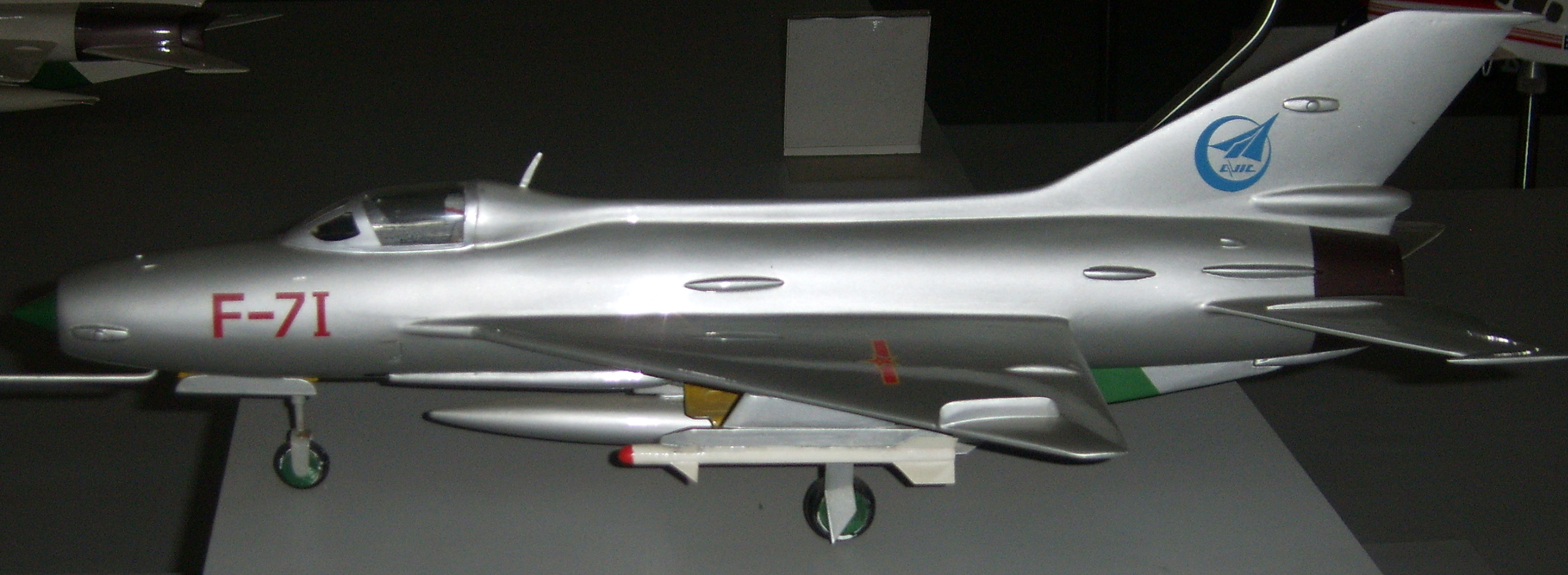
殲-7I模型，與米格21基本相同

1957年8月，时任中国国防科委主任聂荣臻会见苏联驻中国经济技术援助总顾问伊万·阿尔希波夫，提出苏联在中国第二个五年计划期间帮助中国发展原子弹和航空等方面的技术。两天后，阿尔希波夫约见聂荣臻并答复，苏方已同意给与技术援助，可立即派代表团赴苏联谈判。1957年9月，聂荣臻、宋任穷、陈赓等率领中国政府工业代表团访苏。在进行引进导弹、原子弹等军事技术的谈判同时，中方人员表示希望参观苏联最新型的米格-21战斗机，但被苏方拒绝。10月15日，中苏双方签订了《中苏国防新技术协定》。
1959年2月，中国国务院总理周恩来和苏联部长会议第一副主席阿那斯塔斯·米高扬在莫斯科签订了1959年到1967年的《中苏经济合作协定》，随后第一机械工业部四局派出了以徐昌裕、李兆翔为正、副组长的航空专家小组，赴苏联谈判有关航空工业的援建项目，在谈判过程中方向苏方提出了引进米格-21的愿望，而苏联方面也初步同意将米格-21的生产许可权转让给中国。
但随后的中苏关系却急转直下。苏联撤退专家后，赫鲁晓夫又做出一些和缓姿态。1961年2月，赫鲁晓夫给毛泽东写来一封信，表示愿意提供苏军现役的米格-21F-13（МиГ-21Ф-13）战斗机，并转让米格-21战斗机的制造权，希望尽快派代表团赴莫斯科谈判。1961年3月解放军空军司令员刘亚楼率代表团访苏。出发前刘亚楼听周恩来面授机宜，说是技术转让不能带有附加条件。1961年3月30日，中苏双方在莫斯科签订《关于给予中华人民共和国带有К-13导弹的米格-21Ф型飞机的生产许可权、技术资料和关于生产带有К-13导弹的米格-21Ф型飞机方面给予中华人民共和国技术援助的协定》，苏联将在不附加任何条件的情况下，颁发米格-21F-13战斗机、R-11F-300涡轮喷气发动机、K-13空对空导弹的生产许可证给中国政府，由苏联方面提供技术、图纸和零件，在中国国内制造米格-21F-13战斗机，但所有的技术援助都是有偿的。根据协定，苏联需要向中国提供一架米格-21F-13的整机、两台发动机作为中方仿制过程中参考的样板机，以及可供组装15架米格-21F-13的散件；同时，中国并另外直接购买了12架米格-21F-13，首先装备在空军第十一航空学校以熟悉飞机性能，装备部队后被称为“一九六二年式歼击机”（不称作米格-21，当时还没有歼-7这个名字）。苏联原来准备的协议文本中书有“向中国派遣专家”的条款，触动了刚刚被撤走专家的中方的神经，刘亚楼提议用“工程技术人员”代替“专家”这个词语，苏方同意。3月30日晚，代表团在中国驻苏大使馆举行了一个答谢宴会，邀请了时任苏联空军总司令、空军主帅康斯坦丁·韦尔希宁及苏联国防工业委员会主席列昂尼德·斯米尔诺夫等人参加。 
然而，当时的中国大陆正处于大跃进的年代，由于研制、生产过程盲目求快，导致沈阳飞机制造厂制造的东风103（歼-6甲）、东风102（59式）歼击机出现许多品質问题。为了集中力量整頓和提升殲-6的生產品質，按照总参和国防科委的要求，解放军空军于1961年12月提出了《主要技术装备7年规划》（1961年至1967年），要求首先将米格-19S（歼-6基本型）仿制出来，继之仿制米格-21。1961年8月至1962年10月期间，米格-21战斗机和技术资料、各种配件陆续分批运抵中国。解放军空军接收了12架米格-21F-13及120枚K-13空对空导弹，率先装备中國人民解放軍空軍航空兵第三師。而工业部门技术人员在核对文件资料时，发现有多达256项重要技术资料不全。1964年，原名62式的新型戰鬥機正式改名為殲-7。

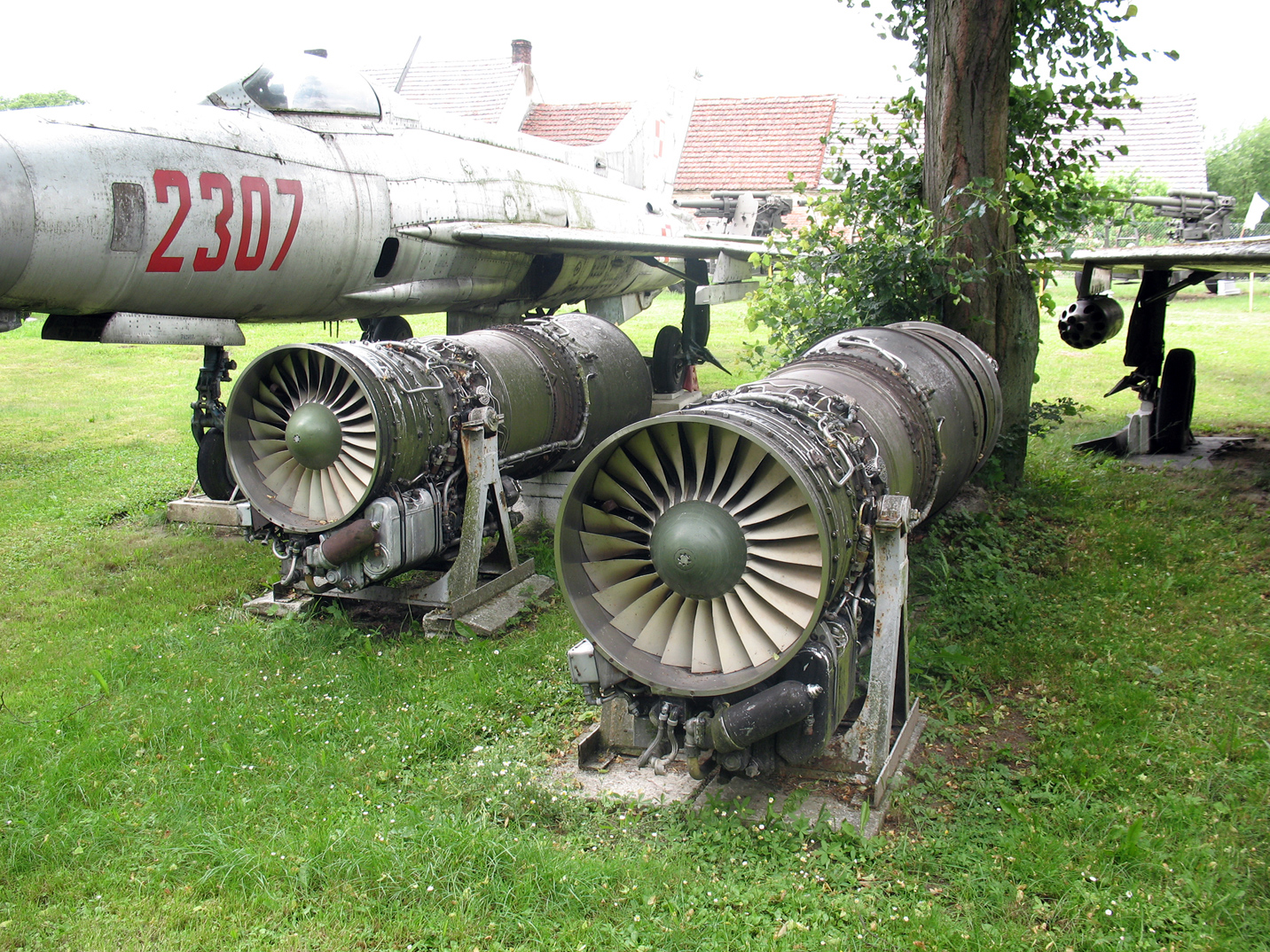
R-11F-300涡轮喷气发动机

歼-7原型机由沈阳飞机制造厂仿制米格-21Ф-13。首先是技术吃透。1964年11月20日，开始试制零件。1965年7月，全机的零件制造基本完成，开始部件装配。1965年9月部件装配完成转入总装。1965年10月14日，完成了第一架飞机0001号原型机的总装工作。1965年11月28日第二架原型机0002号机总装完毕准备试飞。1966年1月17日，葛文墉驾驶2号原型机首飞成功。1966年12月28日，航空军工产品定型委员会鉴定定型。1967年开始歼7原型的小规模批生产。
1964年和1965年因三線工程政策，第三机械工业部確定成都飛機制造厂廠和貴州飛機制造厂廠分别为殲-7的第一复制厂和第二复制厂。後來基型殲-7大約生產了十幾架。但受文化大革命的影响，成飛與貴飛在設廠初期未能獲得足夠資源在新廠區安頓量產殲七，到1970年代末生產秩序恢復，殲七產量才穩定上升，擴大換裝部隊。飞机为三角翼，单座单发，机头进气，装备一台涡喷-7发动机。
歼7战斗机型号众多，主要有：I型、Ⅱ型、Ⅲ型、ⅢA型、B型、M型、E型、G型、P型、PG型和教练型歼教7等。
其中Ⅱ型是I型基礎上改良彈射椅和減速傘，還有加大推力的渦噴7乙型發動機。
Ⅲ型为米格-21MF的仿製版，裝備P-13F-300型發動機的仿製版渦噴13發動機，由於跟巴基斯坦合作的C/CP型沒有原型機，後來Ⅲ型又改稱C型。
ⅢA型又稱D型，為Ⅲ型的基礎上改良航電和裝上增加推力的渦噴13F1型發動機的改良型。
B型跟M型都是Ⅱ型裝上西方航電的改良型，B型最初是出口約旦的M型機，因時間緊迫而出現的中介改良型，後來也有以此標準出口，B型跟M型最主要的分別是只有一對翼下掛架，巴基斯坦採購版本稱為P型，主要是以意大利FIRA公司Grifo-7型多功能雷達換裝M/P型上面英國馬可尼公司的Sky Ranger測距雷達，也適用於後來的PG型。
C型則是M型為基礎改機頭兩則進氣道，是中巴合作的CP型的中國航電版，沒有生產原型機。後來又把殲7Ⅲ型稱作C型、Ⅵ型又稱E型，主要改进是机翼将过去米格-21的大后掠三角翼改成了双三角翼、及增加機翼結構油箱，能夠在不加配重的情況下掛載霹靂8型飛彈。
MG型為E型出口型，巴基斯坦採購版本稱為PG型，可選用英國馬可尼公司的Super Sky Ranger或意大利GRIFO-7型多功能雷達。
G型為E型的基础上研制的改进型号，采用了头盔瞄准器、仿制的以色列EL/M2001多普勒雷达和Ⅲ型敌我识别器，能較好地發揮霹靂8乙型飛彈的離軸鎖定能力，外觀上最大的差別是整片式風檔。
EB型跟GB型皆為中國八一飛行表演隊表演專用機。
FS型跟MF型都是以殲七機身製作的實驗機，主要方向是改良機頭進氣不能安裝大型雷達的缺點，FS型使用Ⅱ型的機身並改良為下颌进气道，只改造了1架測試用飛機，另一個機頭部件供靜存試驗用、而MF型則使用E型的機身，並改為機腹進氣道，也修改了機翼的形狀，沒有製造出實機。
20世纪80年代巴基斯坦需要新一代戰鬥機而尋求中国的協助，开始研制歼7的改进型殲-7CP，巴方代號SABER Ⅱ，后来因巴基斯坦改為採購F-16而告終，後來被更改為超七計劃，其最終成果為FC-1“枭龙战机”。
殲教-7為中國自行發展的雙座高級教練機，用來訓練殲-7和殲-8的飛行員，於21世紀初經重新設計，成為教練-9(JL-9)型山鷹高級教練機，以競標中國新一代高級教練機市場。據悉教練-9於2007年開始正以殲教-7B的名義少量生產供部隊試用。
中国空军自用的歼-7歼击机在2006年底歼-10进入稳定生产后停產，外贸型歼-7于2013年停产，最后一个型号是出口孟加拉的歼-7BGI，而歼教-7则持续生产到了2016年。

## 發展版本

### 62式殲擊機/殲-7原型
中国国务院国防工业办公室（国防工办）指示中国航空工业研究院和沈阳飞机设计研究所，对米格-21飞机进行全面“技术摸透”。1962年10月23日，时任中国人民解放军总参谋长罗瑞卿批准将中国仿制的米格-21F-13定名为“62式殲擊機”，并把仿制工作列入1963年的飞机生产计划。同年11月，国防工办决定，争取在1964年国庆节前组装8～10架米格-21。從1964年2月起，沈阳飛機製造廠开始装配由苏联進口的15架米格-21F-13散件，同年3月31日第一架散件装配的米格-21（2210号）完成组装，并在4月30日成功首飞。
通過組裝飛機的經驗和消化了的技術資料，殲7的仿製重新展開。1964年11月4日，62式殲擊機正式命名為殲擊七型，簡稱殲7。11月20日正式開始試製，1965年9月完成了第一架自製的飛機總裝，開始結構靜力強度測試。第二架飛機於1965年11月總裝完畢，並於1966年1月17日首飛。1966年12月28日正式定型並開始生產，後來被稱為殲七原型。而配套的P-11F-300渦輪噴射發動機的仿製工作也于1964年在沈阳黎明發動機廠開始仿製，1965年10月第一台發動機組裝完畢並開始試車，1966年12月通過技術鑒定，開始生產，並命名為渦噴7型發動機。
殲7原型是瀋阳飛機製造廠按照米格-21F-13仿製而成，飛機結構基本上跟米格-21F-13一樣，只根據當時的工藝要求進行了少量改動。瀋阳飛機製造廠在1967年開始少量生產，但到1970年停產為止一共只生產了23架，加上用蘇聯提供的零件組裝的15架和原本引進的一架樣機，一共只有39架。其中於1970年末軍援阿爾巴尼亞12架。

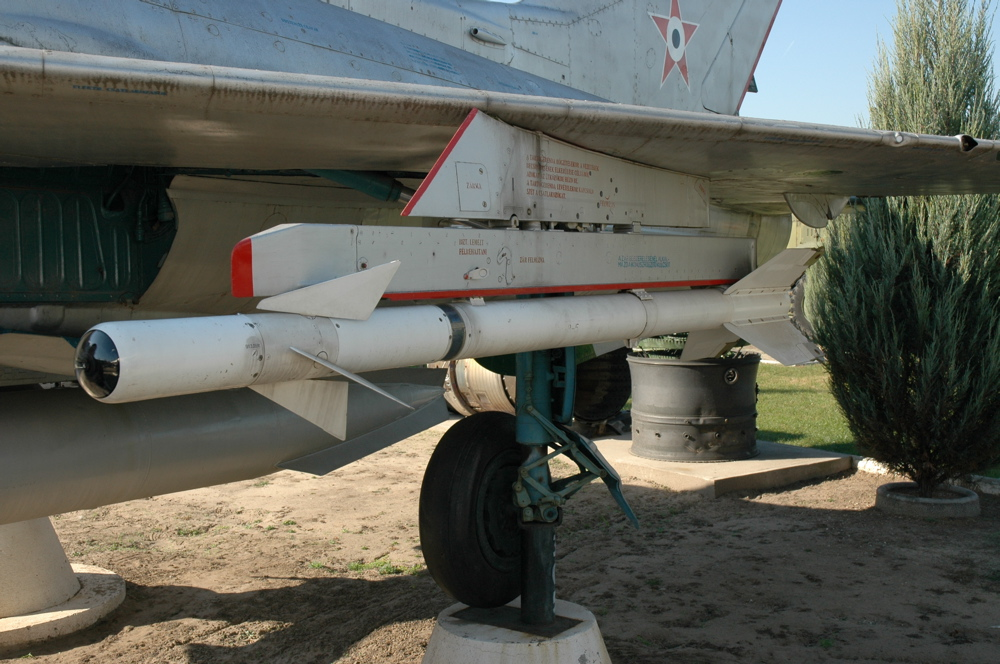
K-13空对空导弹

60年代中期中国政府基於周邊國際形勢及備戰的考慮，在瀋阳飛機製造廠生產出23架自制的殲7後，把生產線轉移至成都飛機製造廠和貴州飛機製造廠、而發動機的生產也轉移到新建的貴州發動機製造廠，而後來瀋阳飛機製造廠承擔起發展及製造殲7的雙發動機放大改良型──殲-8系列是為後話。

### 殲-7I
1969年4月開始，成都飛機製造廠（原国营132厂）開始對殲7飛機進行改良設計，主要改良項目有6項：在飛機左側增加一門30毫米機炮、機頭進氣錐由原來三級調節改為隨飛行速度作無級自動調節、進氣口的唇口半徑由0.5毫米加大到2.0毫米、換裝採用了高溫渦輪和空心渦輪葉片的渦噴7乙型發動機增大推力、將座艙蓋加高70毫米和擴大機翼整體油箱，簡稱“6改”。1970年4月12日，首架“6改”的殲7改良型試飛，共投產34架，被稱為殲7I型，後來又改稱殲7A型。後來由於工藝發展的問題，認為“6改”的風險太高，1972年5月成都飛機製造廠決定先落實前三項改進，其餘項目等工藝成熟後再加入生產型上。1973年6月"3改"殲7I型試飛成功，到1981年停產為止共生產188架（含34架“6改”殲7I型）。其中40架軍援北朝鮮。
量產的飛機中，有18架被更名為殲-7B，出口到阿爾巴尼亞。

### 殲-7Ⅱ
1975年7月成都飛機製造廠開始在殲7I型基礎上進行改良工作，除了落實"6改"外主要改進為由帶離式彈射改為拋蓋彈射，採用了能在零高度、速度250~890公里/小時內安全彈射的Ⅱ型火箭彈射椅，還有機身副油箱由480升增加至720升及減速傘艙由機腹移至垂直尾翼根部。1978年12月30日試飛成功，稱為殲7Ⅱ型。到1986年停產為止共生產375架，其中貴州飛機製造廠生產了約100架。1991年6月，中國空軍發現殲7Ⅱ型後機身因發動機溫度影響受損，下令全面停飛，成都飛機工業公司（原成都飛機製造廠）經過半年針對性試飛，摸清了問題所在，並於1992年1月到5月期間派員到海空軍對服役中的殲7Ⅱ型進行維修，讓飛機回復正常使用。而1992年之後生產的殲7系列也作了同樣改進，之后再也沒有發生此類事件。

### 殲-7ⅡH/歼-7H
中國從1982年開始跟以色列談判引進怪蛇-3型紅外線導引飛彈，很快就達成生產許可協議共引進全套生產技術，國產型被稱為霹靂8型。1983年8月2日，國防科工委正式下達殲7Ⅱ型改裝霹靂8型飛彈的任務，1984年3月完成改進設計，1985年3月首架改裝型試飛成功，1985年9月9日通過技術監定，被命名為殲7ⅡH型，後來又改稱殲7H型。由於霹雳-8飛彈（120KG）比原本的霹靂-2飛彈（75KG）重，挂上飞机后导致飞机重心后移难以配平，为此在飞机头部加上了130KG重的铅块用于配平导弹重量，付出了机动性代价。由于缺乏火控雷达与头盔瞄准器，该机很难发挥出“怪蛇-3”与霹雳-8B的大离轴角攻击性能。殲7ⅡH换用了FWP-7BM型涡喷发动机，其使用的GJ3-D通用武器掛樑与发射架控制电路，可以兼顾挂载副油箱、炸弹、火箭弹、霹靂2型、霹靂5乙型和霹靂8型飛彈，還首次加裝箔條/熱焰彈投放器。1986年2月殲7ⅡH型開始裝備部隊，到1993年停產為止共生產221架。
中國海軍裝備的版本稱為殲7HH型，主要為應付高鹽分環境下使用作出一些改良。

### 殲-7B/M
1978年中国政府認為航空工業的發展速度不足，決定要引進外國技術，後來促成引進西方航電改良而成的殲7M、和仿製全天候型MiG-21MF的殲7Ⅲ型兩個型號的發展。
1978年11月中国政府派出專家代表團到聯邦德國、法國和英國訪問、參觀和考察，並與有關外國廠商進行了商談。代表團回國後，認為歐製機引進價格太高、難以負擔，而殲7、殲8電子火控設備是弱點，如果只是引進技術，則花錢不多之餘，又可以改善飛機的作戰能力。於是1979年著手與英國馬可尼、史密斯、費倫蒂三家公司商談殲7、殲8火控系統和無線電通訊系列的引進安裝問題。1979年3月至1980年6月，中国於英國馬可尼公司經過十輪會談後，簽訂了改裝殲7的合約，並決定進口抬頭顯示器、靜止變流機、雷達測距器、大氣數據計算機、通訊電台和照相槍共6項設備，另外又跟史密斯公司進口124套雷達高度計，共購買124套設備用於改裝100架殲7（雙方合約包含7項電子系統對中国作技術轉移——大氣數據計算機由161厂、雷达高度表由782厂、电台及保密机由712厂、静止變流機由秦岭航空电气厂、照相枪由248厂、测距雷达由781厂、平显由西安7171厂（电子及总装）和248厂（光学部件），分工定点生产）。
1980年底，成飞与英国马可尼公司已经合同签完，600万英镑定金交了。但是中国军方说没钱，外汇紧张，决定“停止工程、撤销合同、不再谈判”。
1981年4月中航技公司在約旦訪問時接到80~110架改良型殲7的採購意向，但用戶提出5項改良要點：彈射坐椅的工作速度範圍擴大至180~850公里/小時並應把下限進一步改良至130公里/小時、飛機要能使用法製R550短程空對空飛彈、飛機機翼需增加一對掛架以供掛載480升副油箱、S-5航空火箭彈或2枚100公斤炸彈、裝有英國製造的7項電子火控設備和延長飛機機體、發動機及其他部件的壽命。这个紧急采购恰好解决了成飞与英国马可尼公司合同无法履约的难题。由於對方要求交機時間太急，決定先以第一、二、五項改良內容交付應急，並稱為殲7B型，容後再完成其餘兩項改良的殲7M型，而M是外貿型的意思。1981年6月簽約規定1982年10月交付全部殲7B型飛機、1983年10月開始交付殲7M型飛機並於1984年第二季前完成交付。定貨量為20架殲7B型、60架殲7M型。1982年以殲7Ⅱ型為基礎改裝了兩架裝有英國航電的殲7ⅡA型作測試用，1982年12月型1984年3月共試飛197架次，到1984年4月中英雙方同意改裝完成，1984年7月開始生產並於1985年5月完成全60架殲7M型的交機。但該批飛機最後並沒有在約旦空軍服役，而轉銷到戰爭中的伊拉克。其後殲7B型也出口到埃及、蘇丹，而殲7M型則出口到巴基斯坦、孟加拉、伊朗、津巴布韋等國。
1970年代隨著美國情報機構通過各種途徑獲得“米格”戰機數量不斷增加，建立一支由真正的“米格”戰機組成的模擬對抗中隊也就順理成章了，中美關係改善後，美國情報單位也提出向中國採購米格21的要求。1977年，Constant Peg項目正式啟動，4477“紅鷹”測試評估中隊也宣告成立。“紅鷹”中隊主要裝備了蘇制的“米格”系列戰機，其中包括“米格-17”，“米格-21”和 “米格-23”，以及殲-7B。向後折翻的艙蓋、垂尾根部的減速傘以及左機炮是殲-7B的主要識別特征。直到2006年，美國空軍才公開承認曾使用蘇制戰機進行訓練和研究工作。

### 殲-7ⅡM
殲7ⅡM型為殲7M型的國內使用版本，航電使用殲7M型上的授權生產版本，而敵我識別器和彈射救生系統沿用殲7Ⅱ型版本，發動機為改良型渦噴7乙B型。殲7ⅡM型跟殲7ⅡH型同樣可以使用霹靂2型、霹靂5乙型和霹靂8型飛彈，也同樣在機頭增加配重。1986年開始交付部隊使用，產量不詳。

### 殲-7Ⅲ/C
1978年2月中国航空工業代表團訪問了羅馬尼亞，考察了該國裝備的米格-21MF型飛機。回國後同年6月在會議上決定要發展以米格-21MF為基礎的殲-7大改型飛機，由成都飛機製造廠、成都飛機設計所、沈阳飛機製造廠和貴州011基地共同承擔設計工作，任命王南寿为第一总设计师，任务被正式命名为“歼7Ⅲ型飞机”。同年8月中國派出兩批人員分別到羅馬尼亞和孟加拉，考察並測繪了當地的米格-21MF型飛機，還购买了座艙蓋、Gsh-23機炮、零零火箭弹射座椅和一些飛機零件。12月從埃及購買了米格-21MF和米格-21UC（前者的双座教练机型号）樣機各一架，並於1979年初運抵中国，同月殲-7大改型正式命名為殲-7Ⅲ型。
1979年3月殲-7Ⅲ型改為由成都飛機製造廠為主承擔廠，4月決定以樣機為基礎仿製、改良之後再做。1980年12月完成總體設計，1981年10月，时任成都所副所长、总设计师的宋文骢被任命为歼7Ⅲ总设计师。1982年1月完成全部图紙。1984年1月11日02號原型機完成總裝，同年2月6日01號原型機完成總裝，3月25日由埃及運到中國的米格-21MF在修復後首飛，4月12日01號原型機首次地面滑行試驗，4月26日14时在成都首飛成功，5月2日03號原型機也完成總裝，5月11日至11月19日，03~06號原型機先後首飛。1987年4月在317甲型雷达基础上研制的JL-7型雷達定型，用於裝備殲-7Ⅲ。同年11月27日，仿製自米格-21MF配備的P-13F-300型發動機的渦噴13型發動機完成定型，12月9日殲-7Ⅲ設計定型。1988年首8架殲-7Ⅲ出廠，是成都所首架成功首飞并交付服役的战机，但由於渦噴13型發動機生產進度問題，直至1989年12月30日首批8架殲-7Ⅲ才交付中国空軍部隊。殲-7Ⅲ於1996年停產，只生產了17架。

### 殲-7ⅢA/IV/D
1988年成都飛機工業公司和貴州航空工業總公司共同對殲7Ⅲ型進行改進，稱為殲7ⅢA型，後改稱殲-7D型。主要改進是換裝增大推力的渦噴13F1型發動機、由HK-03D瞄準具換成抬頭顯示器、JL-7A型火控雷達，組合式電子反制系統，新型箔條/熱焰彈投放器等。1991年8月20日首飛，1994年11月設計定型，1995年開始裝備中国空軍跟海軍航空兵，1999年停產，產量只有32架。由於中国空軍在90年代初引進了遠比殲7系列先進的苏-27战斗机，殲-7ⅢA的產量只有32架。
中國空軍使用後發現，雖然殲-7Ⅲ/ⅢA雷達航電比原先授權生產的殲-7Ⅰ/Ⅱ型系列有質的提升，但中國空軍最看重的跨音速機動性卻因機身重量增加後發動機推力相對不足的原因而比殲-7Ⅰ/Ⅱ型大幅下降。在同期殲-7Ⅱ基礎上改進的雙三角機翼高機動型號發展成功後，殲-7Ⅲ型即被中國空軍放棄。生產殲-7ⅢA/D有不浪費已生產的殲-7Ⅲ機體部件的考慮。

### 殲-7E
為了應付1990年代解放軍空軍的殲6和早期型殲7的退役潮，還有解決殲-7ⅡH掛載霹靂-8型空對空飛彈時需要在機頭增加130公斤配重的問題，1987年開始成都飛機製造廠以殲7Ⅱ型基礎改良的新型殲七，負責總工程師為成飛的陸英育。新型殲七主要改良頂目為換用西北工業大學沙伯南教授提出的雙三角翼設計、改善中低空機動性，每邊翼下設有兩個掛架，其中外側掛架能夠使用副油箱，內部有裝有整體結構油箱並取消左翼根部的機炮、以增加載油量，把原來重力加油改為壓力加油方式，換裝渦噴13F型發動機，抬頭顯示器，新型航電系統和新型箔條/熱焰彈投放器等。1990年5月18日首飛，1993年5月設計定形，同年8月開始交付部隊使用，到2001年停產為止共生產了260多架用以替代退役的殲-6系列和殲-7I型飛機。另外中國海軍使用版本稱為殲7EH型，跟殲7HH型同樣為應付高鹽分环境下使用作出一些改良。

### 殲-7G
G型是以E型進行航電現代化的改良型。外觀上，G型的前方飛機座艙罩由三片式更換為一片式，改善飛官視野；航電部分，殲7G加裝头盔瞄准器、仿制自以色列EL/M2001多普勒雷达的新型JL-7系列雷達和Ⅲ型敌我识别器和全向雷達警告器等等。可装备西方的航電設備，火控雷達可選用英國馬可尼公司的Super Sky Ranger或意大利GRIFO-7型多功能雷達，并可使用中國及西方各型短程空對空飛彈。而且有手不離桿（HOTAS）設計。2002年6月28日首飛，2004年7月通過定型設計，2005年公開，2006年11月裝備部隊。巴基斯坦於2001年訂購了一批殲7MG型（巴方稱為F-7PG）及殲教7型飛機，採用意大利GRIFO-7型多功能雷達，已於2004年運交完畢，數量為57架單座和9架雙座教練型。

### 歼-7L/歼-7EG
在殲7G定型後，解放軍對該機的現代化航電評價良好，所以增購殲7G航電套件為殲7E進行中期壽限提升，使殲7E更適合現代化作戰，此一型號為歼-7系列最后一个国内自用型号，称为歼-7L。升级的主要项目包括换装JL-10G脉冲多普勒火控雷达、“一平两下”及头盔瞄准具在内的玻璃化座舱、新型飞行参数系统等，具备了全天候作战能力。歼-7L/G在国土防空作战中可以依靠数据链在预警机或地面雷达的指引下，遂行截击任务。由于歼教-7有时也被非正式地叫作歼-7L（“L”取“练”之意），所以这个型号亦有歼-7EG这个更为直接的说法。

### 殲-7EB/GB
EB型是E型基礎上拆除了武器和相關電子系統，並裝上特技飛行需要的高精度儀表，為接替於1989年停產的殲教-5作為中國八一飛行表演隊的新坐駕。1992年初八一飛行表演隊裝備的殲教5使用壽命快裝完結，正尋求新坐駕，而當時主要由教練型（K-8）高級教練機和殲7E型戰鬥機競爭，後來八一飛行表演隊選擇了殲7E型飛機。1994年12月2日首架殲7EB型首飛，並同年交付全部12架，共選用傳統的紅白色表演塗裝。八一飛行表演隊於1995年7月7日首次使用殲7EB型飛機進行表演，並於2000年中國國際航空航天博覽會（珠海航展）上首次公開表演。後來經過多年高強度使用，原本的殲7EB型剩餘使用壽命不再適合當表演機，為此送回成都飛機工業公司修改回作戰型，並於1999至2000年間再次交付12架殲7EB型飛機，並改用新型藍白表現塗裝，但這批飛機沒使用多久就被殲7GB型取代，同樣交回成都飛機工業公司修改回作戰型。GB型則是2004年開始接替殲7EB型飛機成為中國八一飛行表演隊的新坐駕，同樣採用藍白表演塗裝，擁有跟G型一樣的整體式風檔和特技飛行需要的裝備，還首次安裝了編隊飛機燈和拉煙盒。殲7GB型於2005年6月15日在天津楊村機場為外國駐華武官團進行了首次公開表演。由於殲七系列於2006年停產，中國八一飛行表演隊已於2009年換裝殲-10。

### 殲教-7
由於殲7系列還有改良自殲7的殲8系列的飛行特性跟之前的教練機殲教5和殲教6相差很遠，飛行員培訓困難，空軍急需新的教練機，後來決定在殲7的基礎上發展新一代教練機。1979年2月從埃及購買的米格-21UC雙座教練機樣機運抵中國，隨即決定以此为基礎參照仿製。本來準備在成都飛機製造廠仿製，後來決定把仿製任務交給貴州011基地（即後來的中国贵州航空工业集团），正式命名為殲擊教練機七型飛機，簡稱殲教7。1979年5月米格-21UC樣機由成都運抵貴州安順的011基地雙陽飛機製造廠。1981年1月4日國防部批准了殲教7型的設計指標：極速2.05M、實用升限17300米、最大航程1000公里、正常起飛重量7700KG、最大最飛重量8500KG，最大外掛能力1300KG。殲教7是以殲7Ⅱ型為基礎，改裝米格-21UC的前後座艙和加大型背鰭，機腹由單腹鰭改為雙腹鰭，機身側兩塊減速板改為機底一塊，把翼根處的30mm機炮取消並改裝機腹掛架以容納可拆掉的半埋式雙管23mm機炮，其餘飛機結構和機載設備盡量用回殲7Ⅱ型的。
1981年殲教7的設計工作全面展開，但由於殲教7飛機沒列入國家計劃，經費不足，研製進步緩慢，011基地先後自籌資金2300萬元填補缺口。1983年殲教7終於被列入國家重點研究項目，研究速度才加快起來。到1983年3月殲教7的全部設計圖紙完成，工廠隨即開始5架原型機的零件製造。1985年4月9日01號原型機組裝完成，隨後用於靜力試驗的02號原型機也完成組裝，6月12日完成整機靜力試驗，7月5日01號原型機首飛成功，11月8日01、04、05號原型機轉飛到西安閻良飛行試驗院進行國家鑒定試飛，1987年8月11日完成全部試飛科目。1987年11月13日通過設計定型，1988年2月4日國務院和中央軍委正式批准殲教7飛機定型，開始小批量生產。由於殲教7是以高空高速型構型的殲7為基礎，所以低空機動性差，降落速度快，後座飛行員視野差，後座飛行員需要使用前舱视频摄像仪提高正前方的视野。

### 殲教-7A
隨著改良型的殲7和殲8陸續加入空軍服役，殲教7的航電設備跟部隊服役飛機出現落差，1994年2月空軍提出要求，貴州飛機設計所開始對殲教7飛機進行改進設計，並名命為殲教7A型。飛機加裝了抬頭顯示器和視頻系統、空中管制系統、新型飛行紀錄儀、座艙蓋天線及新型供氧設備。此外還對機身和機載設備進行改進工作，改善了飛機的維護性。1995年5月24日殲教7A型首飛成功，1996年12月7日通過設計定型審查，隨後開始生產並交付部隊使用，2010年停产后，再次復产，最终于2016年7月停产，最后两架于2017年3月交付。

### 殲-7J
配套891航母工程的舰载战斗/攻击机方案。
殲-7J是中国最早真正开始立项研制的舰载机，由成都飞机设计研究所在歼-7II的基础上进行改进设计，充分吸收借用歼-7C外贸型号（并非歼-7III，而是一种使用国产航电雷达设备的超-7）的成果，最大的改动就是把机头进气改为了两侧进气。
殲-7J采用类似歼-7III的加高脊背以容纳更多的电子设备和燃油，座舱风挡改成了整体圆弧结构无隔框风挡，改变了机翼平面形状，加大了机翼面积，采用了高增升装置，提高飞机在低空的机动性，满足舰载机起降速度要求。同时重新设计机体，改善海上环境适应能力，提高飞机使用维护性能，延长海上使用寿命。其次是重新设计了起落装置，包括起落架、弹射挂点、着陆尾钩等，满足弹射起飞的起降要求，但主起落架仍在机翼下，没有收进机身。第三是提高了武器的挂载能力，从歼-7II的4个翼下挂架增加到6个，并能够携带霹靂-7、霹靂-8空空导弹和鹰击-8反舰导弹、激光制导炸弹等。同时将歼-7II的两门单管机炮，换成了一门23-3型双管机炮。改装平视显示器，加装慣性導航系統和电子对抗装置等，满足了海军提出的“歼/攻合一”要求。第四是换装大推力的WP-13B或WP-14发动机，并增大了机内燃油，改进燃油系统以扩大作战半径。按照歼-7C的设计，其加装脊背油箱后，机内燃油由歼-7M的2385升提高了到3000升，有效了提升飞机作战半径。
殲-7J僅完成了全尺寸模型，因891工程遭上層下令終止，使得計劃自然結束。

### 殲-7FS
殲-7FS是在殲-7E基础上改进的单座、轻型、超音速技术验证机，目的是为了验证三项技术（发动机、下頷式进气、雷达），是成飞公司（原国营132厂）为开展歼-7MF研制而研发的技术验证机。FS型最突出的改进在于采用下頷进气口；机身为半硬壳式，分前后段；机身两侧装有自动操纵的防喘振放气门和辅助进气门；配装推力更大的涡喷-13II发动机；加装雷达冷却系统（有效增加雷达工作性能和开机时间）和交流电系统；加装视频记录系统、飞行参数记录系统、武器管理系统和GPS。使用下颌式进气无需大幅改动机身结构，只需改动座舱前段机身，这使得FS型的设计非常适合于改进歼-7和米格-21的早期型号。歼-7FS用歼-7II机体改造出两架，1998年6月8日首飞成功。在第二阶段试飞中，改用和歼-7E的双三角翼和整体圆弧风挡，为了补偿方向安定性，垂直尾翼加高了0.25米。充分验证了下颚进气布局的特点之后，结论是——虽然这样可以在增加机头容积的同时尽可能减少对机身的改动，但性能上限并不高。2003年完成试飞后，成为技术储备。
歼-7FS没有国家投资，也不是主管部门下达的任务，1996年8月由成飞公司联合8家军工企业，自投资金数千万元进行研制，是中国军工企业自立项目、自筹资金、自主联合、自担风险研制的第一个军品项目。

### 殲-7MF
歼-7MF是成飞公司在歼-7FS基础上发展而来的，虽然仍属歼-7系列，其实已经是一种全新的飞机，也叫LSF即轻型多用途战斗机，和歼-7FS同属始于1995年的歼-7F计划。
歼-7MF将歼-7系列战斗机最明显的外在特征——机头进气，改成了机腹矩形进气，彻底解决了长期以来一直困扰歼-7战斗机机头进气空间狭窄、难以安装雷达或只能装备小功率雷达的问题，具备超视距作战能力。歼-7MF气动布局最大的特点是采用了三翼面布局，即小翼+主翼+平尾，利用前置的全动扰流小翼与机翼的近距耦合提高飞机的气动特性，另外还可利用小翼调节全机焦点的位置，保证全机重心与焦点的匹配。歼-7MF外挂点由歼-7MG的5个增加到7个，机腹1个，两翼下各3个，最大挂载能力从歼-7E的2吨提升到了4.5吨，甚至高于“枭龙”双座型的4吨最大载弹量。其通过增加机内和机外载油和采用耗油率相对较低的涡喷发动机来大大提高飞机的航程和作战半径，最大航程从歼-7的1500公里和歼-7E的2200公里提升到了2600公里，高-高-高作战半径900千米，低-低-低作战半径为550千米，最大速度从歼-7E的2马赫降到1.8马赫，升限降到16000米。虽然歼-7MF没有采用电传操纵，但使用了自动增稳系统，说明相对歼-7E而言歼-7MF部分放宽了静安定度。
歼-7MF在2000年11月的珠海航展上以模型形式首次展出，原计划2004年研制出原型机，但最终由于缺乏潜在客户、歼-10进展顺利，没有进行原型机生产。歼-7MF仅留下图纸设计和一个1:2机头模型，机头模型被保留在成飞公园内。

## 出口型(F-7)

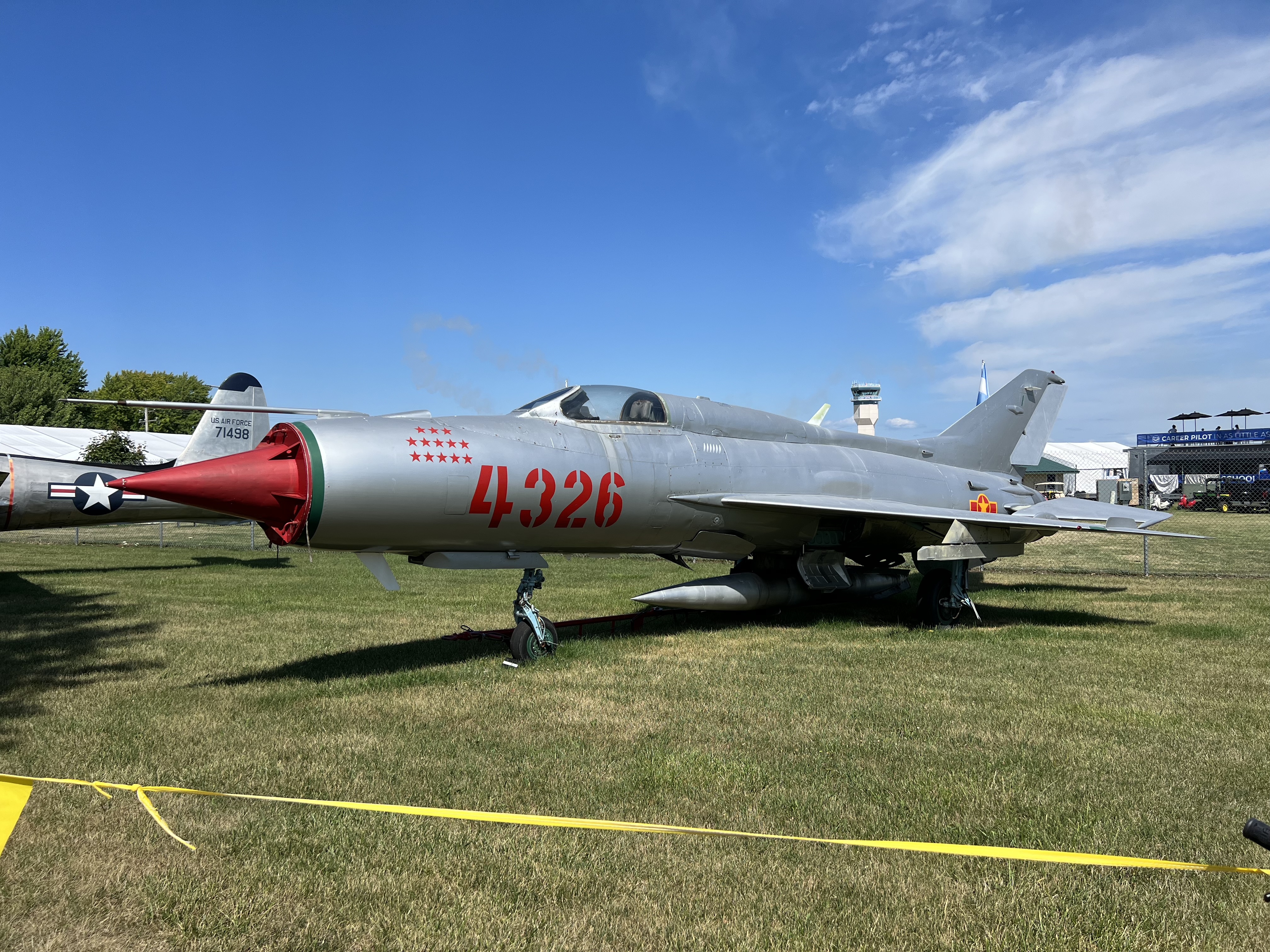
越南空军歼7
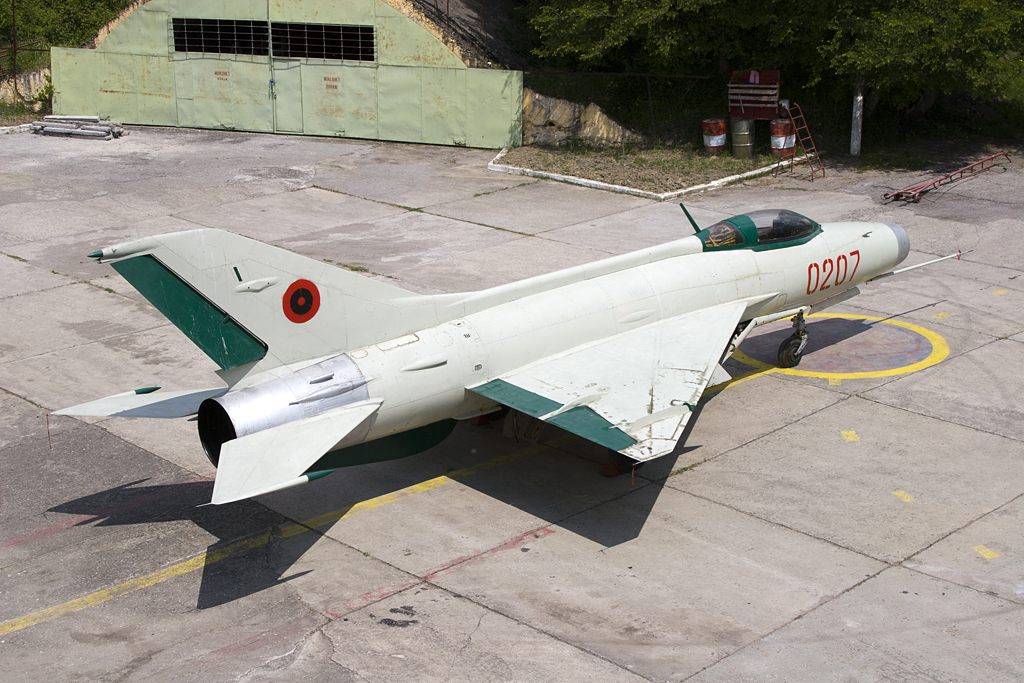
阿爾巴尼亞殲7
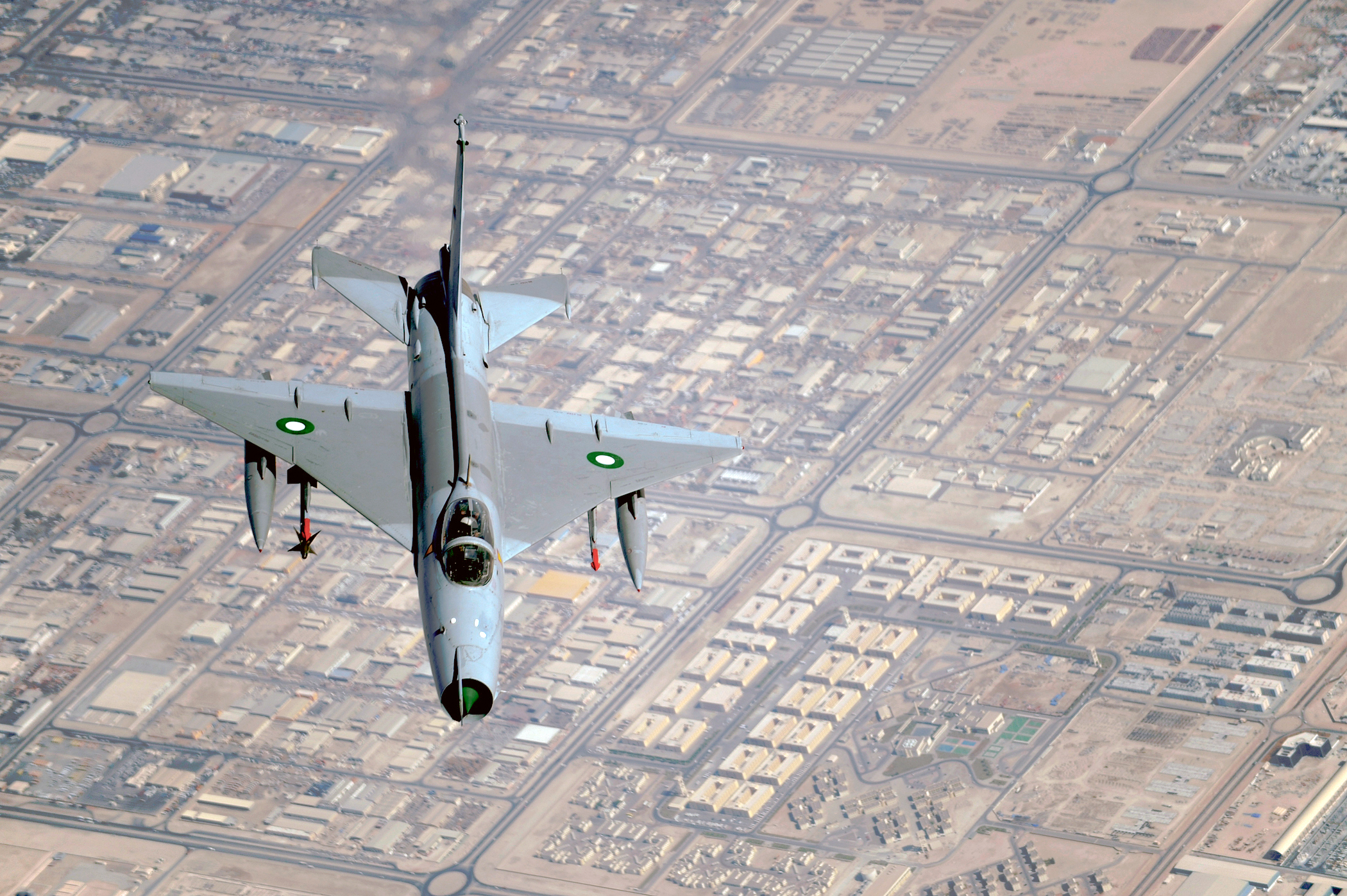
巴基斯坦殲7MP
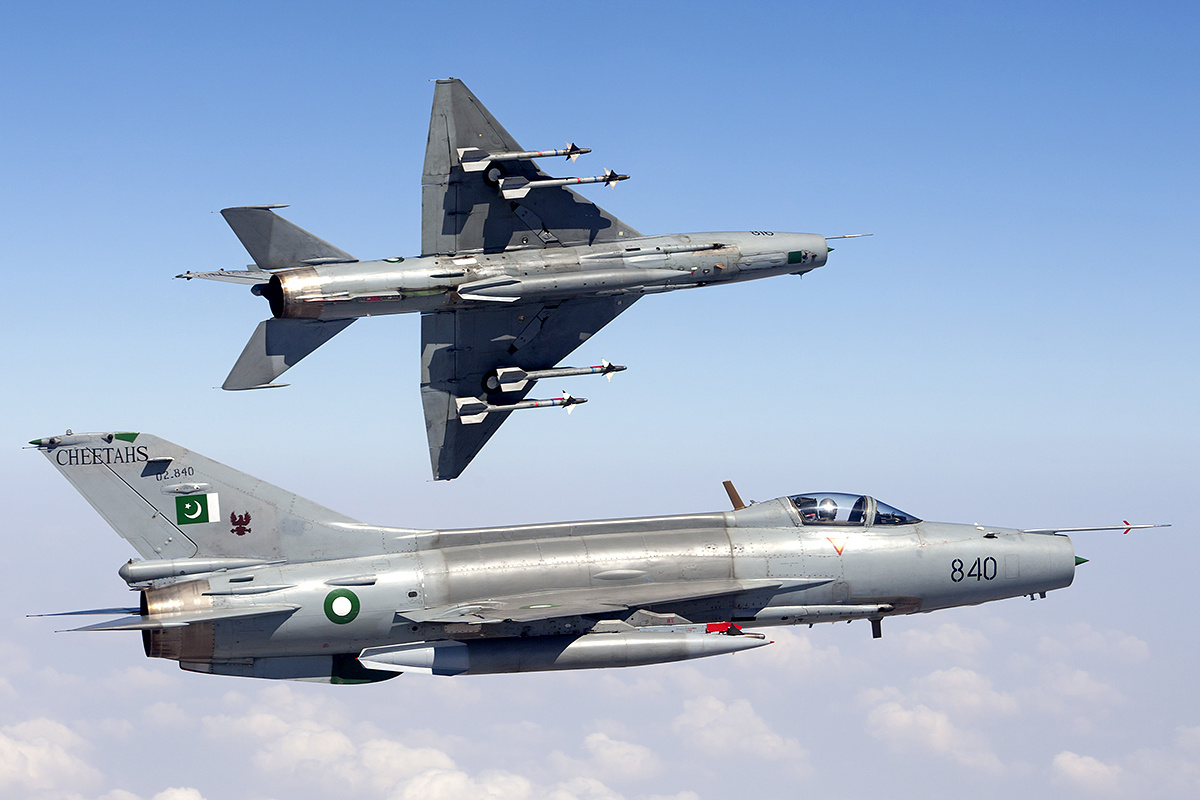
巴基斯坦殲7PG
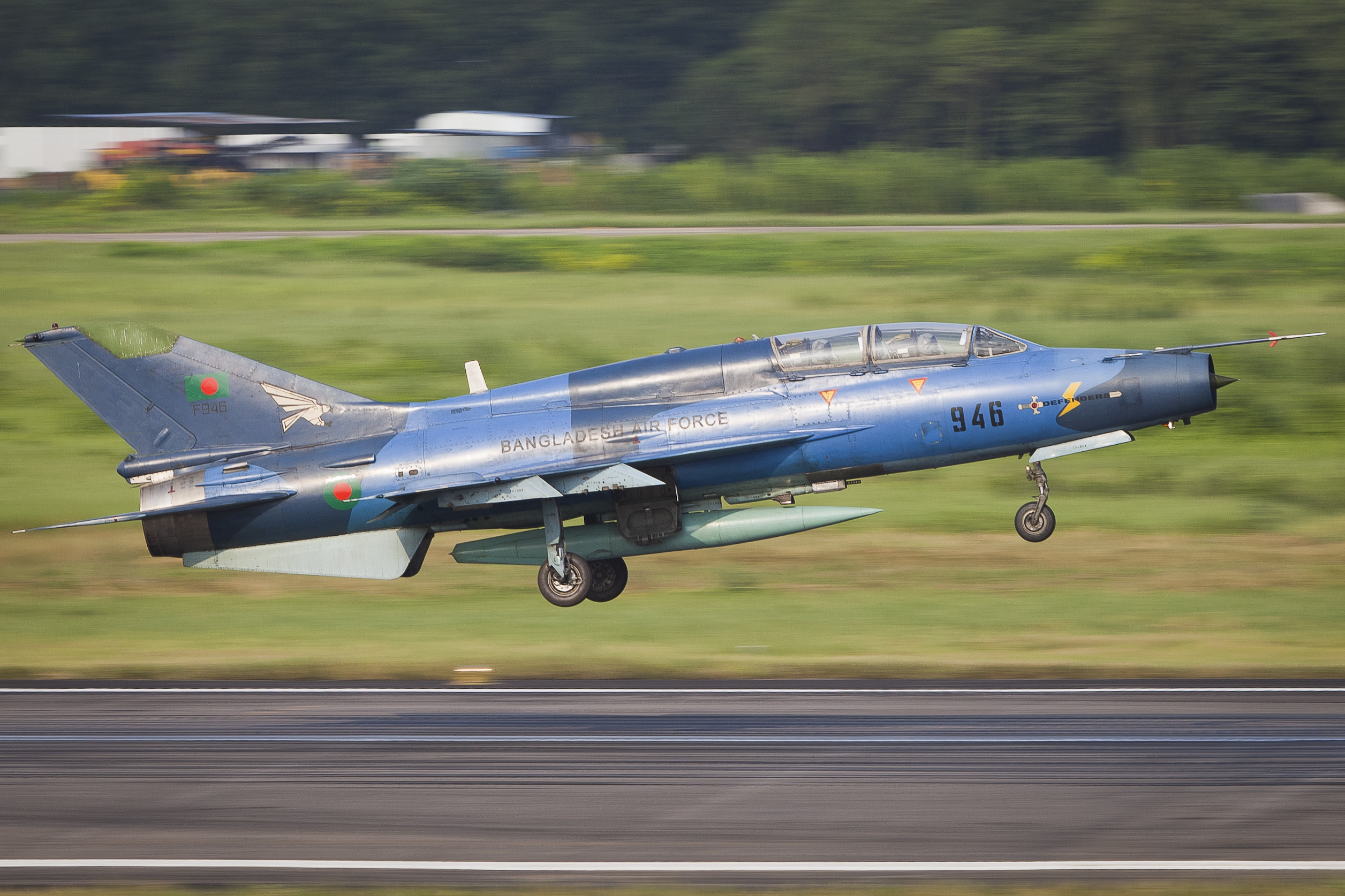
孟加拉殲7BG
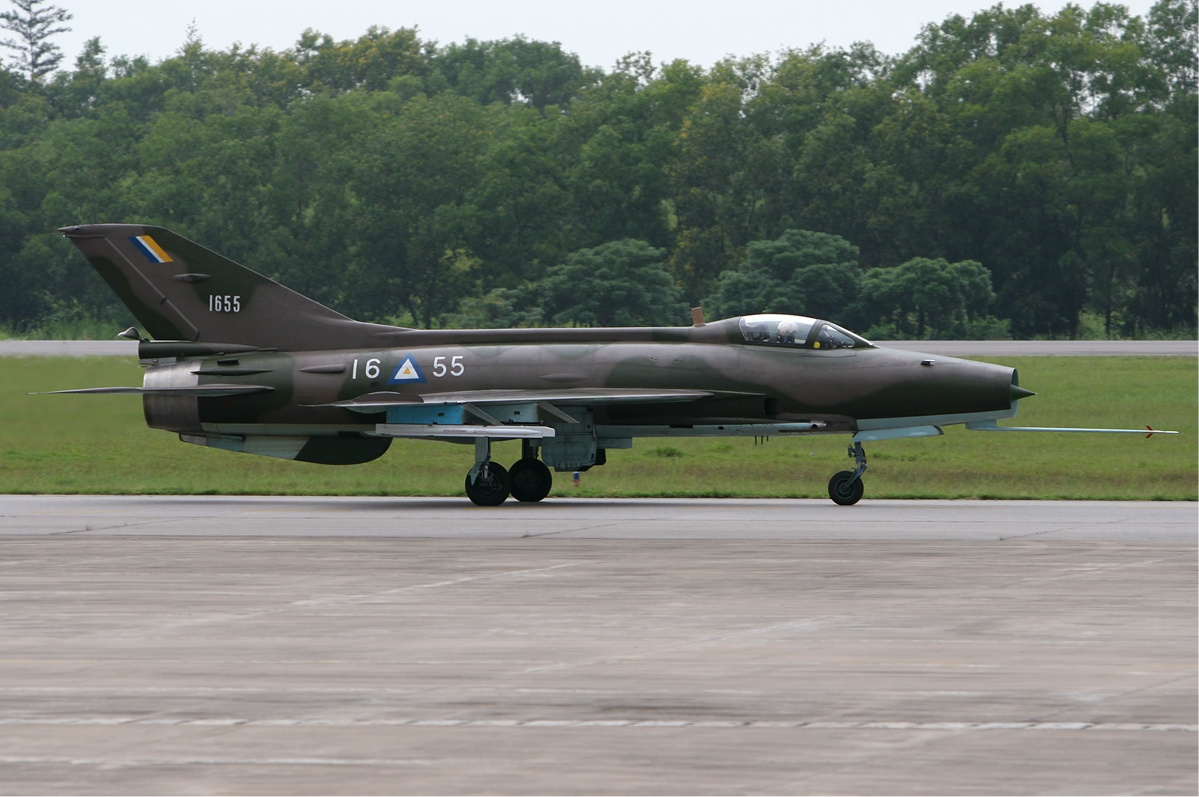
緬甸殲7ⅡK
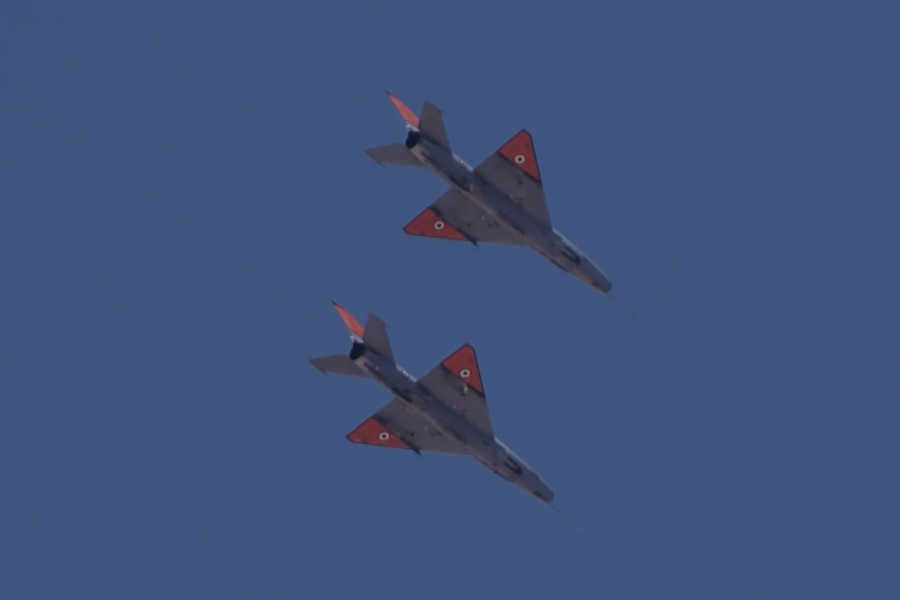
埃及殲7Ⅱ
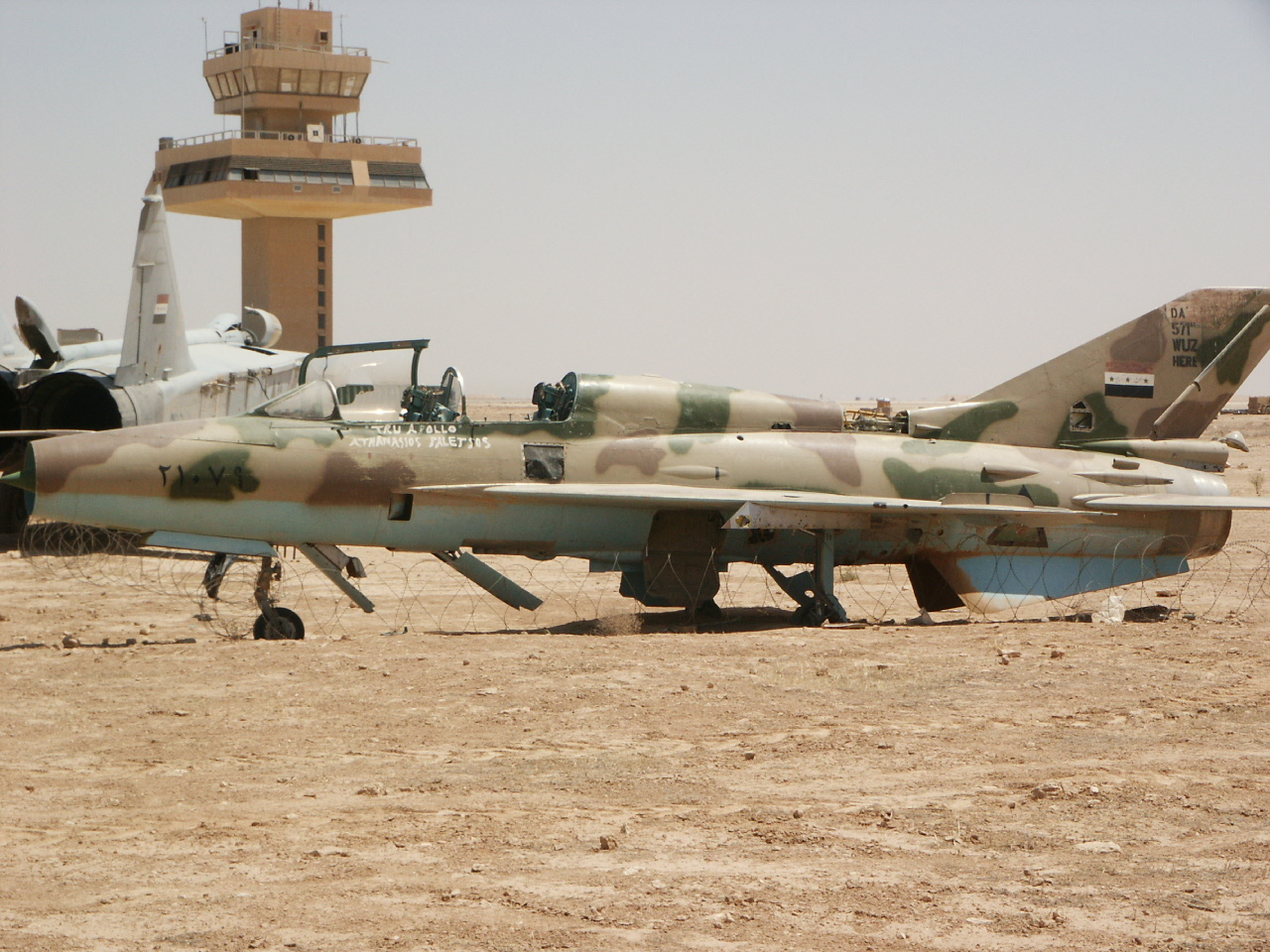
伊拉克殲教7
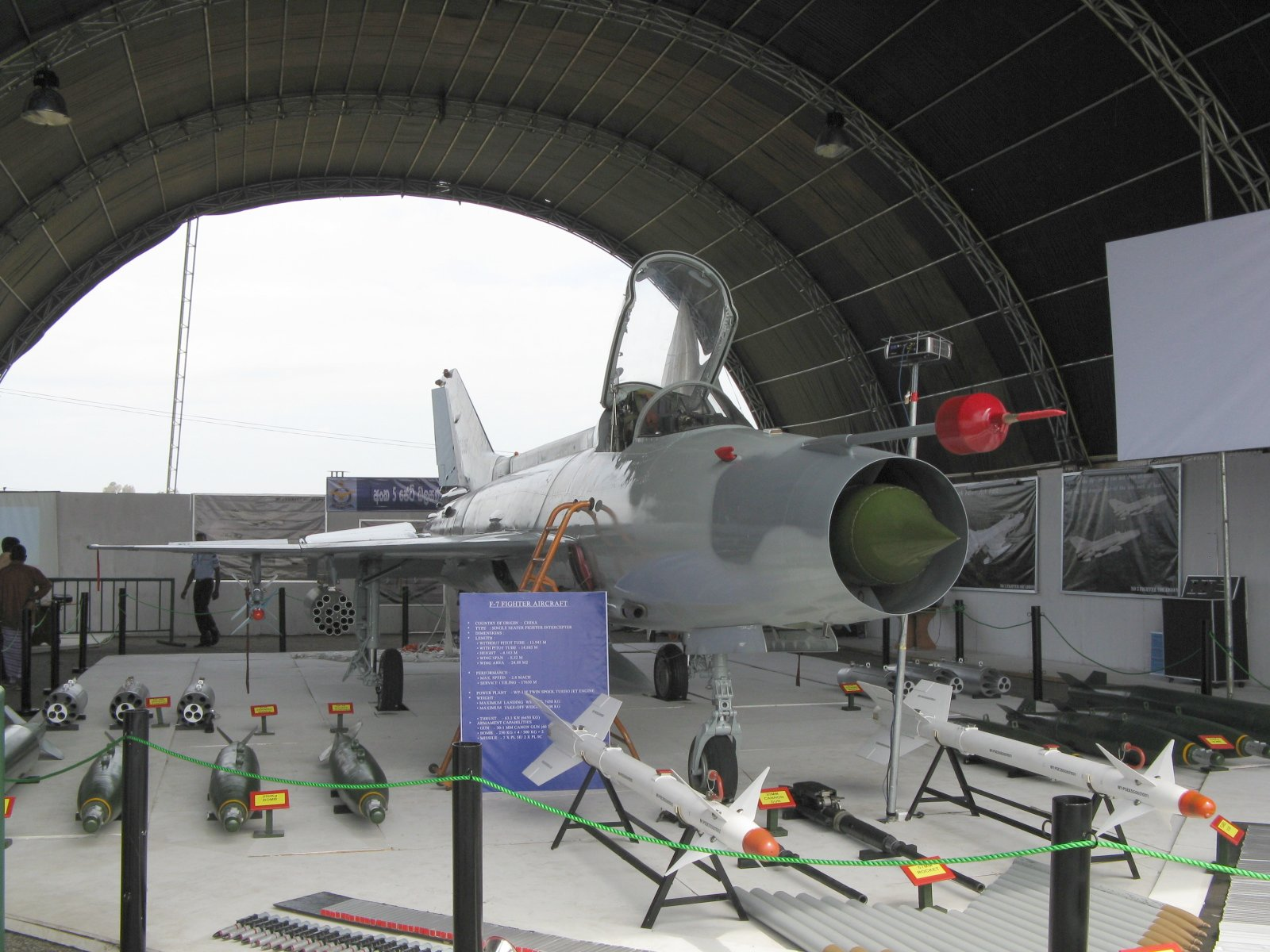
斯里蘭卡殲7GS
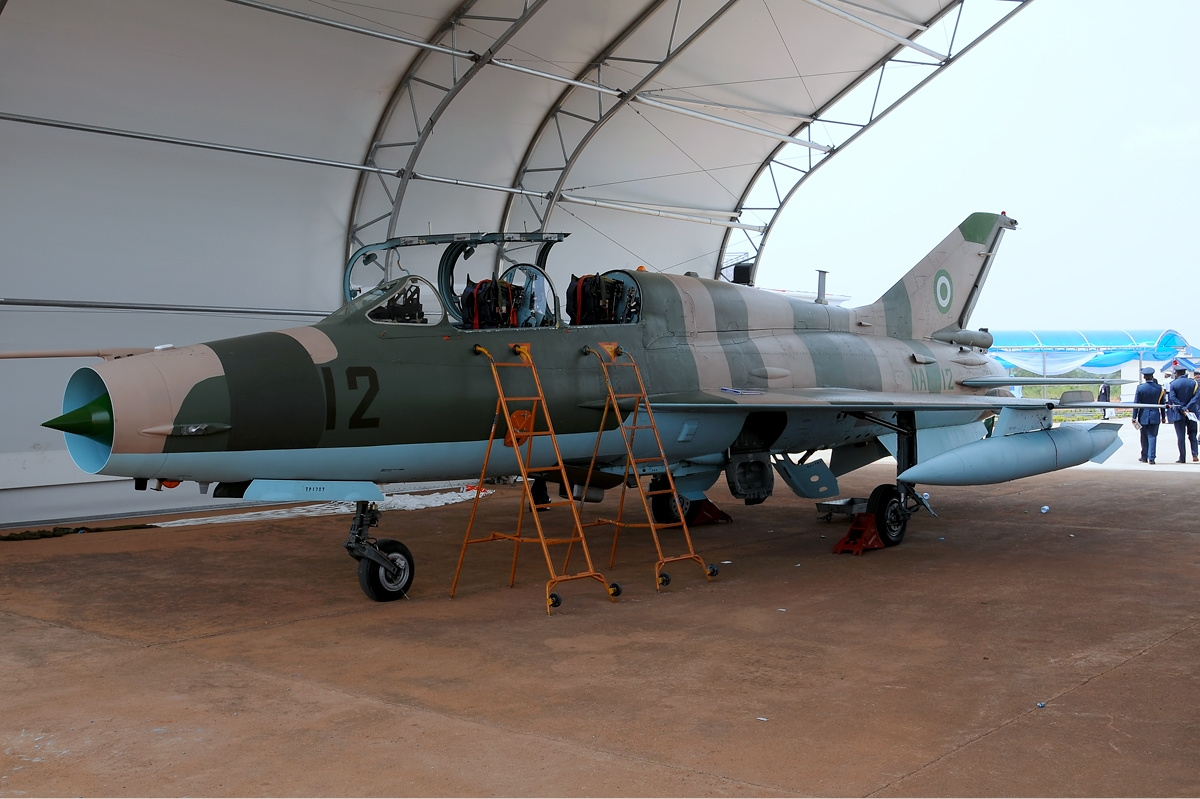
奈及利亞殲7NI
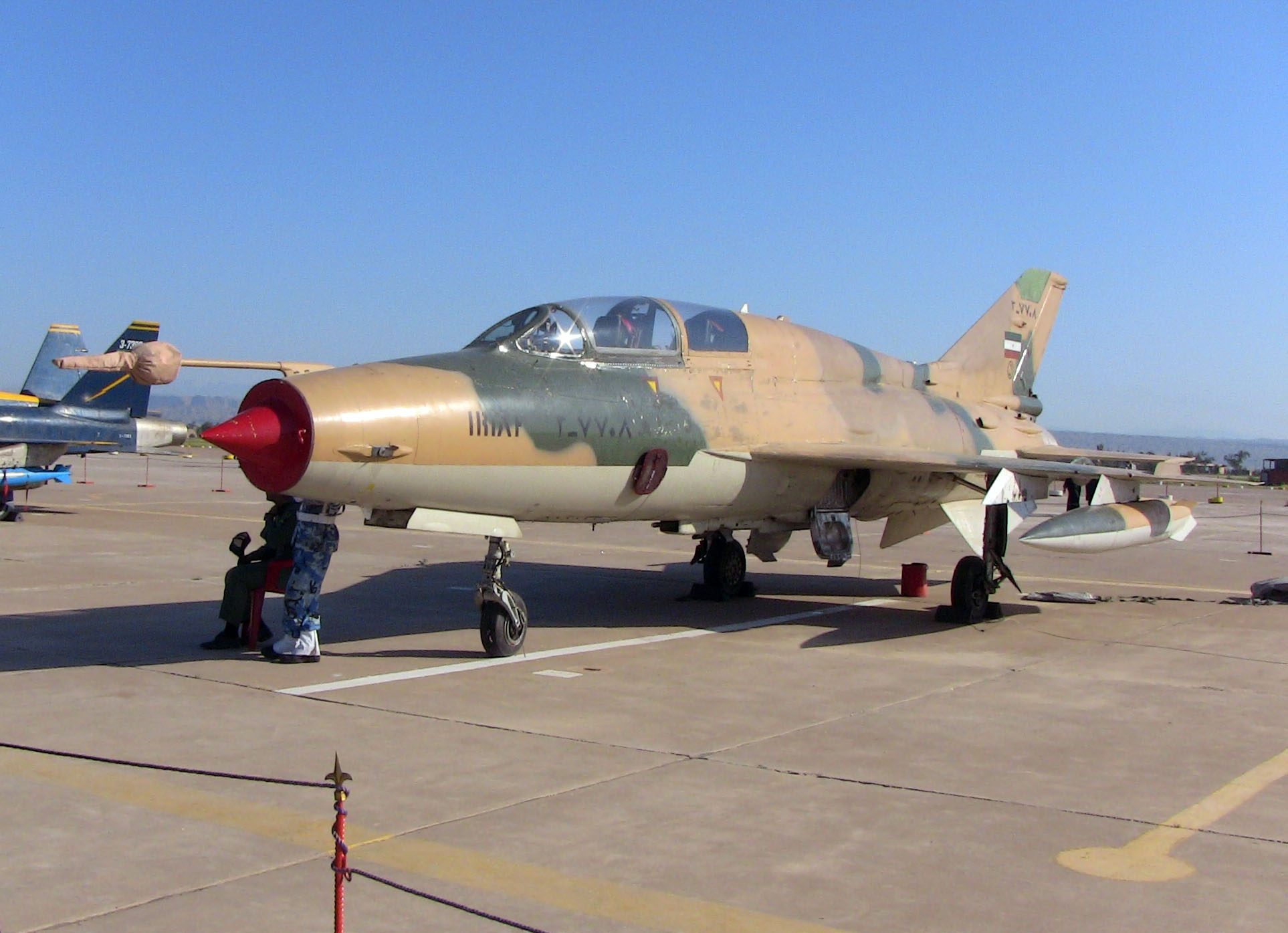
伊朗殲7N
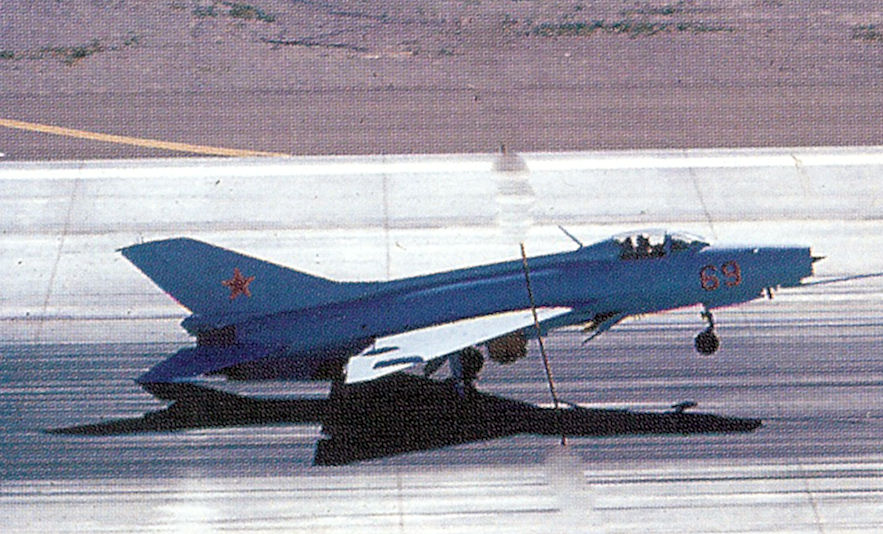
中美蜜月期美國進口的殲7B，列裝紅鷹假想敵中隊

### 殲-7原型
1970年中國無償援助了阿爾巴尼亞12架第一批裝配完成的殲7原型飛機，以協助阿爾巴尼亞應付南斯拉夫空軍的威脅，為歐洲唯一使用殲7系列的國家。後來中阿關係破裂，中國也停止了對阿爾巴尼亞飛機（殲6和殲7）的零件供應。

### 殲-7Ⅰ
由於美國的偵察機在70年代常常入侵北朝鮮的領空，北朝鮮領導金日成於1982年9月訪華時向中國提出援助新型戰鬥機的要求，後來中國援助了40架殲7Ⅰ型飛機，該批殲7Ⅰ型飛機跟俄製的米格-21PFM型及Bis型一起在北韓空軍服役。到 1978 年，阿爾巴尼亞空軍共有 18 架 J-7I（改名為 F-7B）服役。

### 殲-7A
1979年第三次中東戰爭後不久，埃及跟蘇聯交惡，蘇聯撤走了所有駐埃及的專家及停止了軍事援助，於是埃及政府於1979年1月向中國提出提供一些飛機、發動機和航空設備的援助要求。1980年4月5日中埃兩國簽訂了出口60架飛機的合同，並於1981年底至1982年初交機20架。以殲7Ⅰ型為基礎，減速傘倉跟殲7Ⅰ後期型一樣移到垂尾根部，發動機選用渦噴7乙型，命名為殲7A型，對外以西方命名慣例稱為F-7A。後來埃及跟西方國家關係改善，購買了美製F-16戰機，這批飛機跟埃及獲得的蘇製米格-21一併退役，轉售包括伊拉克在內的其他國家。

### 殲-7Ⅱ出口型
埃及於1981年5月要求尚未交機的40架殲7A型進一步改良，主要是能加掛720公升副油箱及使用法製R550魔法空對空飛彈的能力。由於改良項目基本上跟正在生產的殲7Ⅱ型相同，所以被稱為殲7Ⅱ出口型。1982年底40架殲7Ⅱ出口型全部交機完畢，後來又出口美國15架殲7Ⅱ出口型和1架殲7M型，20世纪80年代初軍援津巴布韋4架。

### 殲-7B/M
詳見上面殲7B型和殲7M型條目，這兩型飛機也是1990年代殲7出口型的基礎。另20世纪80年代出口美國1架M型。

### 殲-7ⅡK
殲7ⅡK型為殲7ⅡH型的基礎軍援緬甸的版本，對外稱為F-7BK，使用了殲7M型的機翼和渦噴7乙C型發動機，但沒有使用殲7M型配備的西方航電設備。1990年首批交機殲7ⅡK型10架和殲教7K型2架，到1999年為止交機殲7ⅡK型58架和殲教7K型14架。

### 殲-7BS/GS
殲7BS型是在殲7ⅡK型基礎上進一步簡化機載設備以降低成本以出口到斯里蘭卡，發動機為渦噴7乙Ⅳ型，對外稱為F-7BS。1991年10月交付4架殲7BS型和1架殲教7BS型。另外斯里蘭卡於2007年再跟中國購買4架殲7GS型，除小部分航電設備根據要求修改後其餘跟國內使用的殲7G型一樣。

### 殲-7ⅡN
殲7ⅡN型是殲7Ⅱ型基礎上出口津巴布韋的改良型，對外稱F-7BN。採用殲7M型的機翼、發動機和燃油系統，能夠使用法製R550魔術飛彈，但其他航電使用中國國產貨以降低成本。1987年交機8架，與之前軍援的4架殲7Ⅱ出口型一起服役。1991年津巴布韋再次進口兩架殲教7Z型飛機以自行訓練飛行員。

### 殲-7MP/P/PG
巴基斯坦於1983年殲7ⅡA型試飛時已對殲7M型飛機表示興趣，並研究以此替代服役中的殲6型飛機。1983年12月巴基斯坦派出2名飛行員到中國試飛殲7ⅡA型，后來中國於1984年6月9日派出殲7ⅡA型和殲7M型各一架到巴基斯坦試飛，並跟巴基斯坦空軍的殲6、強5、幻象5型戰鬥機及F-16進行模擬空戰，之后巴基斯坦提出採購55架的意向。由於巴基斯坦方面要求大量改進，直到1985年才簽下首批20架的訂單，稱為殲7MP型，對外稱F-7P。殲7MP型主要為殲7M型基礎上安裝巴方要求的航電設備，座艙增加後視鏡，儀表版調整，改裝英國的零零彈射椅，使用西方武器並可同時使用四枚對空飛彈和維護性改良。
1988年7月26日20架殲7MP型交機。後於1987年底決定增購40架並提出一些改良要求稱為P型，新一批飛機主要改良了部份機載設備和使用國產零零彈射椅。1989年9月開始殲7P型開始交機，巴基斯坦同時訂購的殲教7P型則1991年起開始交機15架。1991年美國取消了巴基斯坦的F-16後續訂單，於是1993年巴基斯坦空軍再次訂購32架殲7P型以填補戰力空隙。
1993年巴基斯坦軍方又選中了意大利Grifo-7雷達升級殲7MP/P型機隊。1997年，中巴雙方又開始談判進口以殲7MG型為基礎的PG型，於2001年6月23日完成協商簽約，購入57架殲7PG型戰鬥機和9架殲教7PG型戰鬥教練機。殲7PG型跟殲7MG型同樣使用帶前後機動襟翼的雙三角翼和整體式風擋，但減少一門30mm機炮，雷達最後選用了意大利Grifo-7。

### 殲-7MB/BG
殲7MB型是在殲7M型基礎上出口孟加拉的機型，硬體基本上沿襲殲7M，發動機換用渦噴7C型。1989年4月簽訂14架購機合同，同年10月交機。孟加拉空軍後增購9架殲教7B型。2006年孟加拉空軍再次購買12架以殲7MG型為基礎的殲7BG型和4架殲教7BG型，以填補把MiG-29賣掉後的戰力空隙。

### 殲-7MG
殲7M型在國際市場小有斬獲，當1993年5月殲7E型設計定型後，成都飛機工業公司馬上計劃以殲7E型飛機的技術改進殲7M型，並跟中國航空技術進出口公司及貴州黎陽發動機公司合資改裝了一架飛機，稱為殲7MG型（“G”為改進的意思）。殲7MG型尚未改裝完就參加了1996年珠海航展，並引起多國的興趣。1998年改裝完成的殲7MG型飛機在珠海航展上進行了飛行表演。事實上殲7MG型飛機並沒有真正出口，只是改裝了成都飛機工業公司的三架自用飛機。其中0143號飛機是殲7M型的原型機，負責航電系統測試，而0142及0144號飛機則改裝了雙三角翼。殲7MG型飛機後來成為了巴基斯坦的殲7PG型、孟加拉的殲7BG型、納米比亞的殲7NM型和斯里蘭卡的殲7GS型的研發基礎。

### 殲-7N
殲7N型為出口伊朗的殲7M型飛機。1990年底至1991年初其交機30架，此外交付了數架殲教7BI和殲教7N型飛機，21架現役。

### 殲-7NM
殲7NM型為以殲7MG型為基礎，出口到納米比亞的機型。2005年8月跟中國訂購了12架殲7NM型和2架殲教7NG型飛機，殲7NM型飛機於同年交機，而殲教7NG型飛機在2006年10月23日交機。

### 殲-7BGI
殲7BGI型為以殲7BG型為基礎，出口到孟加拉的機型。与原型相比进行了机载系统和航电的改良，孟加拉于2011年11月订购了16架，2012年开始陆续交付。

## 相關事件
- 1979年3月，乌坦战争中，坦桑尼亚空军使用歼-7B轟炸坎帕拉、金賈、托羅羅等戰略城市，推翻了阿明政权。[18]

- 2008年9月9日3时许，斯里兰卡空军3架歼7GS战斗机空中拦截猛虎组织飞机，两架歼7GS战斗机分别飞往伊拉纳马杜和普特胡库里普，使用航空炸弹破坏了猛虎组织的两条跑道，另一架歼7GS击落了一架猛虎组织的兹林143轻型飞机。[19]

- 2012年12月4日上午9时10分左右，一架歼-7战斗机在广东汕头市护堤路赤窖路段坠毁，飛行員跳伞逃生并安全降落。事故致一处房屋大火，4人被困3人受伤。火灾发生后其中1人自行走出，3人受伤送往医院救治。[20]

- 2013年7月11日，巴基斯坦空军的一架歼-7战机在11日的例行飞行训练中坠毁，飛行員安全逃生。

- 2015年10月10日，尼日利亚空军一架战斗机在尼东北部阿达马瓦州州府约拉坠毁，飛行員当场死亡。

- 2018年4月3日，缅甸空军一架歼-7战斗机在执行训练任务时在该国东吁地区坠毁。

- 2018年9月28日，尼日利亚空军两架喷气式飞机在首都阿布贾附近发生意外碰撞，坠毁在市郊外的一座山上，一名飛行員在事故中丧生。当时这两架军机正在为迎接即将举行的尼日利亚独立58周年庆典，进行空中飞行排练。

- 2018年10月16日，緬甸空軍一架殲-7戰鬥機在當地時間早上7點多撞上一座基地台後解體墜毀，導致飛行員以及一名學童喪生，半小時後，另一架殲-7也墜毀，這次墜毀在農田，飛行員喪生，前後導致3人死亡。[21]

- 2019年1月23日，巴基斯坦空军的一架歼-7PG战斗机在执行飞行任务时在俾路支省西南部坠毁，飛行員丧生。
- 2022年6月9日，中国空军一架歼-7飞机在训练中失事，坠入湖北襄阳老河口市某机场附近两三公里外的民居，2名民众受伤，1名民众身亡，飛行員跳伞成功。[22][23][24][25][26]
- 2025年7月21日，孟加拉国空军的一架歼-7BGI训练机在首都达卡北部烏塔拉街區的里程碑學校及學院內坠毁，造成19人死亡，164人受傷，飛行員是事故中的罹難者之一。肇事的機種於2011年簽署採購16架飛機的合同，並於2013年完成交付。[27][28]

## 技术数据
|                                              | 歼-7基本型（J-7） | 歼-7II（J-7II） | 歼-7M（F-7M） | 歼-7E（J-7E） |
| -------------------------------------------- | ----------------- | --------------- | ------------- | ------------- |
| 总长（不含空速管）                           | 13.945米          | 13.945米        | 13.945米      | 13.46米       |
| 高度                                         | 4.103米           | 4.105米         | 4.105米       | 4.125米       |
| 翼展                                         | 7.15米            | 7.15米          | 7.15米        | 8.32米        |
| 翼面积                                       | 23平方米          | 23平方米        | 23平方米      | 24.88平方米   |
| 空重                                         | 5275公斤          | 5275公斤        | 5275公斤      | 5292公斤      |
| 正常起飞重量                                 | 7370公斤          | 7531公斤        | 7531公斤      | 7540公斤      |
| 最大起飞重量                                 | 8655公斤          |                 |               | 9100公斤      |
| 正常着陆重量                                 | 5480公斤          |                 |               |               |
| 最大平飞速度                                 | 2177公里/小时     | 2177千米/小时   | 2175千米/小时 | 2175千米/小时 |
| 巡航速度                                     | 970公里/小时      |                 |               |               |
| 失速速度                                     | 215公里/小时      |                 |               | 200km/h       |
| 最大爬升率                                   |                   |                 | 180米/秒      | 195m/s        |
| 实用升限                                     | 17500米           | 18200米         | 18200米       | 18800米       |
| 最大航程（无副油箱）                         | 1480公里          |                 |               |               |
| 转场航程（两个500升副油箱、一个800升副油箱） |                   | 2320公里        | 2320公里      | 2200公里      |
| 作战半径                                     |                   |                 |               | 850公里       |
| 起飞滑跑距离                                 | 800～1000米       | 700米           | 700～950米    | 600米         |
| 着陆滑跑距离                                 | 800～1000米       | 600米           | 600～900米    | 600米         |

## 使用國家

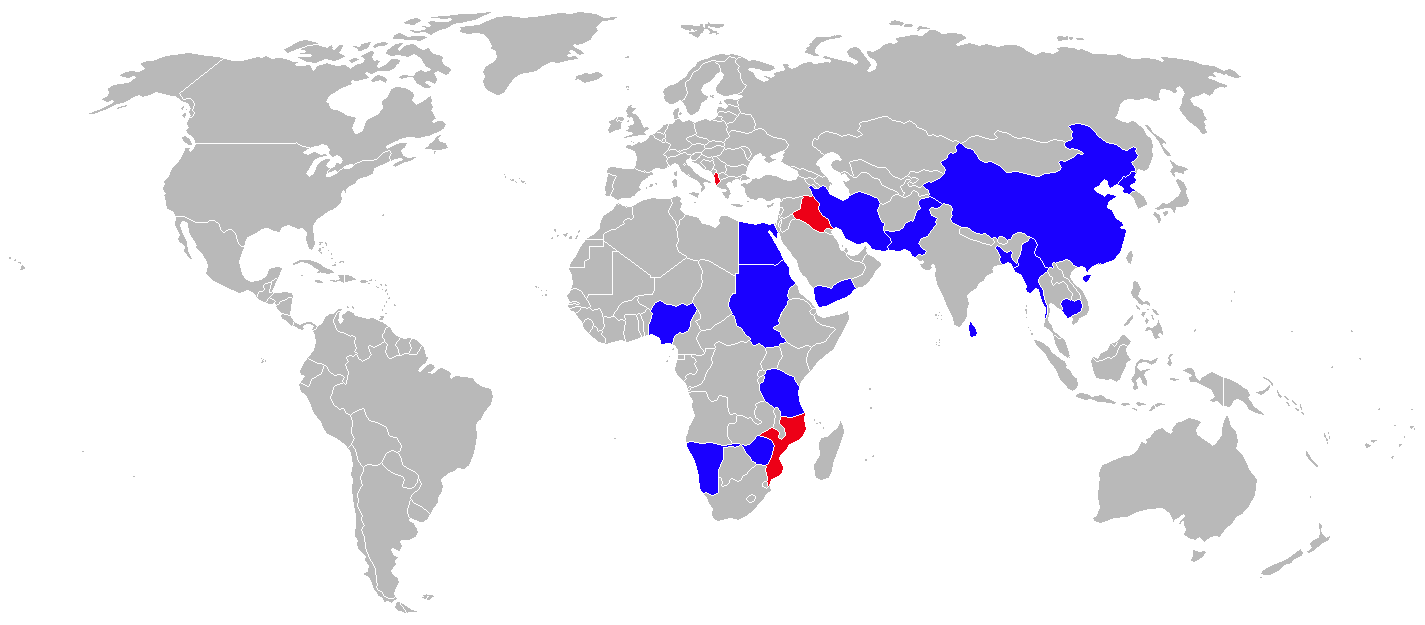
2010年歼-7战斗机服役国家 (红色为曾经服役国家)

### 当前
- 孟加拉空军：36架F-7MB/BG/BGI、11架FT-7MB/BG在役。

 中国
- 中国人民解放军空军：逐步退役中，2023年约有300架各型号歼7在役

 伊朗
- 伊朗空军：17架F-7N和1架FT-7BI或FT-7N在役[29]。

 緬甸
- 缅甸空军：21架F-7BK和6架FT-7K在役[29]。

 纳米比亚
- 纳米比亚空军：9架F-7NG和2架FT-7NG在役[29]。

 奈及利亞
- 尼日利亚空军：9架F-7MG和2架FT-7在役。（2005年订购12架F-7MG，已损失3架[30]。）

- 朝鲜空军：120架歼-7I、歼-7E在役。

 巴基斯坦
- 巴基斯坦空军：136架F-7P/PG（2015年开始退役，由JF-17替换），5架FT-7P/PG在役[29]。

 斯里蘭卡
- 斯里兰卡空军：5架F-7GS和1架FT-7BS在役[29]。

 苏丹
- 苏丹空军：20架F-7B/F-7M/F-7N（购自伊朗）[29][18]。

 坦桑尼亚
- 坦桑尼亚空军：11架F-7G和2架FT-7TN在役[29]，替换了此前的10架F-7M、2架F-7N（购自伊朗）和2架FT-7。

 葉門
- 也门空军：18架F-7在役。[來源請求]

 辛巴威
- 辛巴威空军：7架F-7IIN在役[29]。

### 过去
阿尔巴尼亚
- 阿尔巴尼亚空军：12 架 F-7A 和 18 架 F-7B 於 1972 年至 2004 年間服役，於 20 世紀 80 年代初升級，現已退役。[18][31][32][33]

 莫桑比克
- 莫桑比克空军[來源請求]

 埃及
- 埃及空军：100架F-7A、F-7II，部分转售伊拉克，剩余的备用封存。

 伊拉克
- 伊拉克空军：80架F-7A、F-7II、F-7M, 已退役。

 美国
- 美國空軍：10架F-7II和1架F-7M用於假想敵訓練。

 越南
- 越南空軍：120架, 已退役。